# 1" tipo B
El 1" tipo B es un formato de grabación magnética de vídeo sobre cinta de una pulgada de carrete abierto. Fue desarrollado por Bosch Fernseh y salió al mercado en el año 1975. Se presentaron dos modelos, una máquina portátil para grabación en exteriores, el BCN 20, y el magnetoscopio estacionario BCN 40/BCN 50. La diferencia entre las dos versiones era que el BCN 50 incorporaba el módulo de reproducción con corrector de base de tiempos, el de errores de velocidad, y el circuito amplificador-estabilizador. Sus excelentes características de calidad de imagen le brindaron cierto mercado entre usuarios europeos, especialmente entre las televisiones europeas más propicias a adquirir equipamiento de fabricación local.

## Características

### De formato
Las principales características del formato eran: dos canales de audio de gran calidad (con módulos Dolby A de reducción de ruido), otro canal de audio más para la grabación del código de tiempo longitudinal y la posibilidad de desarrollar versiones de cartucho (BCN 100) que permitían la operación multimáquina totalmente automatizada.
La introducción del formato C significó el fin de su carrera, pues el nuevo formato conseguía la misma calidad y superiores características en modos de reproducción variable.
Presentaba un formato segmentado, es decir, una pasada de las cabezas de grabación de vídeo no registra una imagen completa de televisión sino únicamente 52 líneas. El tambor de cabezas gira a una velocidad de 150 vueltas por segundo, trazando así 6 pistas de vídeo por cada campo de imagen. Por ello, al detener la cinta, no se obtiene una imagen reconocible como en los formatos no segmentados, siendo necesaria una memoria digital para almacenar la imagen completa y obtener así ralentizados, congelados e imágenes reconocibles en modo búsqueda (shuttle).
Se trataba de un formato muy robusto debido a su simplicidad mecánica y electrónica (no incorporaba ni un solo microprocesador y el proceso de la señal de vídeo era totalmente analógico).

### De grabación
La grabación es directa, es decir, la señal de vídeo compuesto ataca directamente un modulador de radiofrecuencia en FM cuya portadora se registra directamente por medio de un par de cabezas de vídeo. En reproducción, la señal recogida por las cabezas es modulada de nuevo, corregida de los errores de base de tiempos y diferencia de nivel de lectura de las dos cabezas de vídeo, ecualizada y sincronizada con la referencia de estudio.

## Desventajas
Presentaba ciertas desventajas como una muy pobre calidad de imagen en modo variable y la presencia de defectos de imagen en forma de bandas horizontales, apareciendo 6 franjas de diferente saturación, debido a que las dos cabezas daban una lectura diferente.

## Otras versiones
El formato fue poco a poco desarrollado por Bosch, con las sucesivas versiones BCN 51 y BCN 52, pero su exiguo mercado doméstico impidió grandes inversiones en él. Incluso se desarrolló una versión para HD, el BCH 1000, un grabador en componentes con un ancho de banda de hasta 20 MHz.